# Георгиевка (Ребрихинский район)
Гео́ргиевка — село в Ребрихинском районе Алтайского края России. Входит в состав Беловский сельсовет.

## География
Расположен в центральной части региона, на Приобском плато, на юге лесостепной природной зоны у окраины Касмалинского ленточного бора, на реке Фунтовка, запруженной при селе.

## История
Основано в 1863 г. В 1928 году в административном отношении являлось центром Георгиевского сельсовета Ребрихинского района Барнаульского округа Сибирского края.

## Население
| 1926 | 1997 | 1998 | 1999 | 2000 | 2001 | 2002 | 2003 | 2004 | 2005 | 2006 |
| ---- | ---- | ---- | ---- | ---- | ---- | ---- | ---- | ---- | ---- | ---- |
| 969  | ↘830 | ↘825 | ↗838 | ↗851 | ↘826 | ↘814 | ↘798 | ↗803 | ↘710 | ↘706 |
| 2007 | 2008 | 2009 | 2010 | 2011 | 2012 | 2013 | 2014 |      |      |      |
| ↘692 | ↘676 | ↘660 | ↘574 | ↘572 | ↘566 | ↘542 | ↘522 |      |      |      |

Национальный состав
В 1928 году основное население — русские.
Согласно результатам переписи 2002 года, в национальной структуре населения русские составляли 76 %.

## Инфраструктура
Личное подсобное хозяйство. В 1928 году село Георгиевское состояло из 188 хозяйств.

## Транспорт
К селу походит автодорога общего пользования межмуниципального значения 01Н-3615 « Подъезд к селу Георгиевка» (идентификационный номер 01 ОП М3 01Н-3615).
Просёлочные дороги.